# Villa Magna
Villa Magna är en ort i Mexiko.   Den ligger i kommunen Morelia och delstaten Michoacán de Ocampo, i den södra delen av landet, 230 km väster om huvudstaden Mexico City. Villa Magna ligger 2 015 meter över havet och antalet invånare är 4 577.
Terrängen runt Villa Magna är huvudsakligen kuperad, men åt nordväst är den platt. Runt Villa Magna är det tätbefolkat, med 493 invånare per kvadratkilometer. Närmaste större samhälle är Morelia, 15,0 km öster om Villa Magna. I omgivningarna runt Villa Magna växer huvudsakligen savannskog.